# Аморейски език
Аморейският език или още и Аморитският език е семитски език от северозападната група семитски езици, говорени от аморейците в древността в Близкия изток.
Известен е от акадски източници и записани неакадски собствени имена от времето на аморейската династия във Вавилония (от края на третото и началото на второто хилядолетие пр.н.е.), а също и от текстове от Мари, и в по-малка степен Алалах, Хармал и Тутуб (преди Хафадже).